# 楊粲
楊粲（？—？），字文卿，小字伯强，第13任播州土司，活躍於南宋時期。

## 生平
楊粲自幼好讀書。然而，父親楊軾卻寵愛弟弟楊煇。楊煇試圖奪取嗣子之位，而楊粲也想要把嗣子職位讓給他。因父親的幕僚犹泳從中勸說，楊粲最終沒有被廢去嗣子之位。
第12代土司楊軫最初無嗣，將楊粲確立為嗣子。楊軫在晚年的時候生下楊居、楊勲、楊鼎三子，但由於楊粲是賢人，楊軫最終沒有改易嗣子。嘉泰初年（1201年），楊軫病故，楊粲繼承播州土司之位。
開禧三年（1207年），吳曦占據四川叛亂，楊粲率兵討伐，未至，吳曦已經被誅殺。因此楊粲向南宋進貢战马三百、黄白金钜万，希望大舉北伐，以雪宋朝的前恥，受到宋寧宗的嘉獎。嘉定十二年（1219年），再次向蜀帥送去三百匹馬，蜀帥以其事奏聞，益嘉獎之。南平夷穆永忠盜據公家田，楊粲出兵將其誅殺。閩酋偉桂弑父自立，楊粲出兵討伐，在滇池（今四川會理）擊敗他，斬首數千級，闢地七百里，获羊牛铠仗各以千计。下州的楊煥違背盟書劫掠界上，楊粲出兵將其誅殺，將其本土吞并，其侵占的土地和田租歸還給珍州（桐梓以东地）。自此上下楊得以統一。
楊粲性孝友安俭，以寬簡的政治理念治理播州三十餘年，崇善儒學，重視教育。在位期間，大大擴大了播州的版圖。他寫下家訓十條：「尽臣节，隆孝道，守箕裘，保疆土，从俭约，辨贤侫，务平恕，公好恶，去奢华，谨刑罚。」成為後世播州土司的治國治家理念。

## 家族
祖父楊選，第11代土司。父楊軾。
有三子，楊价、楊佐、楊佑。
楊粲死於紹定年間，官至武翼大夫，楊价繼任土司之位。后因子孙抗金的战功，累赠右武大夫、吉州刺史、左卫大将军、忠州防御使，赐庙忠烈，封威毅侯。

## 墓葬
楊粲墓位於遵义市南部新区深溪镇坪桥村沙坝组皇坟嘴，編號為M1。該墓是一座夫妻合葬墓，於1953年被發現，但由於遭到盜掘，出土文物不多。1957年，貴州省博物館對該墓進行清理，隨後原地复建。1982年被列为全国重点文物保护单位。